# Aceton-ciánhidrin
Az aceton-ciánhidrin színtelen, gyúlékony, ciánszagú folyadék (fp. 95 °C). Jól oldódik vízben, alkoholban, éterben, kloroformban.
Metakrilát észterek (elsősorban metil-metakrilát) előállítására, valamint rovarirtóként használják.
Vízelvonással 2-metil-akril-nitril állítható elő belőle.

## Előállítás
Laboratóriumban NaCN és aceton reakciójával állítják elő, majd savat adnak hozzá:
Víz vagy az előállításhoz használt alkálihidroxi-nyomok hatására a folyamat megfordul, és hidrogén-cianid keletkezik, ezért az anyagot nagy gonddal kell kezelni.

## Természetes előfordulás
A manióka gumója linamarint, az aceton-ciánhidrin glikozidját és a linamarináz enzimet tartalmazza, mely képes hidrolizálni a linamarint. A gumót összeroncsolva az aceton-ciánhidrin felszabadul, és akár halálos mérgezést is okozhat.

## Fordítás
Ez a szócikk részben vagy egészben  az   Acetone cyanohydrin című angol Wikipédia-szócikk fordításán alapul.  Az eredeti cikk szerkesztőit annak laptörténete sorolja fel. Ez a jelzés csupán a megfogalmazás eredetét és a szerzői jogokat jelzi, nem szolgál a cikkben szereplő információk forrásmegjelöléseként.